# Milo Milunović
Milo Milunović (cyr. Мило Милуновић; ur. 6 sierpnia?/18 sierpnia 1897 w Cetynii, zm. 11 lutego 1967 w Belgradzie) – czarnogórsko-serbski malarz.

## Życiorys
Nauki pobierał we Florencji u Alberto Giacomettiego. W latach 1919–1922 żył i tworzył w Paryżu. Malował w technice olejnej i akwareli. Uwieczniał pejzaże z czarnogórskiego wybrzeża, martwe natury i portrety.
W 1937 roku został uhonorowany nagrodą Grand Prix na EXPO w Paryżu. W tym samym roku był jednym z założycieli belgradzkiej Akademii Sztuk (serb.-chorw. Akademija umetnosti), na której wykładał. W 1947 roku założył natomiast Szkołę Artystyczną (serb.-chorw. Umjetnička škola) w rodzinnej Cetynii. Został dwukrotnie uhonorowany Nagrodą Socjalistycznej Republiki Czarnogóry (1948, 1950). Od 14 listopada 1950 był członkiem korespondencyjnym Serbskiej Akademii Nauk i Sztuk.